# La Chavade - Bel-Air
La Chavade - Bel-Air est une station de sports d'hiver du Massif central située dans le département de l'Ardèche, plus précisément dans le serre de la Croix de Bauzon. La station ne possède qu'un domaine nordique.

## Géographie

### Situation
Située dans le serre de la Croix de Bauzon et à proximité immédiate du Col de la Chavade, La Chavade - Bel-Air est une station de petite dimension, dont le domaine est partagé entre les deux communes d'Astet et de Mayres. Son domaine skiable se situe à une altitude comprise entre 1 380 et 1 504 mètres. 

### Accès routier
Depuis Aubenas et la vallée du Rhône, la route nationale RN102 permet un accès aisé jusqu'au col de la Chavade. La station de ski est uniquement accessible par la route départementale 239 et les communes de :
- Astet au nord, via le col de la Chavade ;
- Saint-Étienne-de-Lugdarès au sud, via le col du Pendu.

## Installations

### Ski de fond
Skating 
Classique 

### Activités nordiques
- Raquettes à neige 
- Ski de randonnée nordique 
- Stade de Biathlon
- Ski-roues...